# Лабулэ, Шарль Пьер
Шарль Пьер Лабулэ (фр. Charles Pierre Lefebvre de Laboulaye; 1813—1886) — французский инженер и писатель, брат Эдуара Лабулэ.
Был артиллерийским офицером, потом открыл словолитню, которая быстро приобрела известность благодаря усовершенствованиям, внесённым им в это дело. Опубликовал «Dictionnaire des Arts et Manufactures» (П., 1847), в котором сам был главным сотрудником. Другие его труды: «De la Démocratie Industrielle» (П., 1848); «Traité de cynématique théorique et pratique» (П., 1849); «Essai sur l’art industriel» (П., 1856); «Des bateaux transatlantiques» (П., 1857); «L’art Industriel» (П., 1887) и пр.